# Die Gitarre und das Meer (EP, 1960)
Die Gitarre und das Meer ist das 13. Extended-Play-Album des österreichischen Schlagersängers Freddy Quinn, das 1960 im Musiklabel Polydor (Nummer 76 513 EPH) als Sonderausgabe für die Mitglieder des Bertelsmann Schallplattenrings erschien.

## Plattencover
Das Plattencover ist einfach gestaltet und beinhaltet nur den Titel des Extended Plays und die Liedtitel der darauf vorhandenen Lieder.

## Musik
Die Gitarre und das Meer, ein Beguine, wurde von Aldo von Pinelli und Lotar Olias geschrieben, Wer das vergisst, ein Foxtrott, (arrangiert von Horst Wende) und Ein armer Mulero, ein Calypso, von Olias und Peter Moesser. Der Foxtrott Sie hieß Mary-Ann stammt aus der Feder von Merle Travis, der das Lied 1947 unter dem Titel Sixteen Tons veröffentlicht hatte. Die deutsche Version wurde von Peter Moesser adaptiert.
Sämtliche Lieder waren bereits zuvor als Single veröffentlicht worden, Die Gitarre und das Meer war in Deutschland einer von Quinns sechs Millionensellern. Dieses Lied kam in Belgien auf Platz zwei und in den Niederlanden auf Platz fünf der Charts. Die anderen drei Lieder konnten sich nicht in den Charts platzieren.

## Titelliste
Das Album beinhaltet folgende vier Titel:
- Seite 1

1. Die Gitarre und das Meer
2. Wer das vergisst

- Seite 2

1. Ein armer Mulero
2. Sie hieß Mary-Ann